# Amos Maramotti
Amos Maramotti (Reggio nell'Emilia, 12 giugno 1902 – Torino, 26 aprile 1921) è stato un attivista italiano.

## Biografia
All'età di 16 anni fuggì da casa per arruolarsi come volontario nella prima guerra mondiale, ma fu fermato e riconsegnato al padre. Presidente dell'associazione fascista degli studenti reggiani durante gli anni dell'adolescenza, si iscrisse poi alla facoltà di ingegneria del Politecnico di Torino. 
La notte del 25 aprile 1921 prese parte alla spedizione punitiva contro la Camera del lavoro del capoluogo piemontese, fatta per vendicare l'assassinio del trentatreenne mutilato di guerra fascista Cesare Odone ad opera del comunista Giovanni Galbiati (precedentemente aggredito da Odone). L'edificio fu messo a ferro e fuoco ma le guardie regie non intervennero a ristabilire l'ordine. In quei momenti convulsi Maramotti fu freddato da una fucilata alla testa appena dopo aver scavalcato il muro di cinta dell'edificio. Venne in seguito celebrato come martire fascista.
Morì il 26 aprile 1921 e fu seppellito presso il cimitero suburbano di Reggio Emilia.

Lo stabile del gruppo rionale intitolato a Maramotti a Torino oggi dedicato a Santorre di Santarosa